# Acerentomon carpaticum
Acerentomon carpaticum är en urinsektsart som beskrevs av Josef Nosek 1961. Acerentomon carpaticum ingår i släktet Acerentomon och familjen lönntrevfotingar. Inga underarter finns listade i Catalogue of Life.